# 日本基督教団鳥取教会
日本基督教団鳥取教会（にほんきりすときょうだんとっとりきょうかい）は、鳥取県鳥取市西町にある日本基督教団の教会で、旧組合教会系の教会である。

## 歴史
熊本バンドの加藤勇次郎が同志社英学校に入学し、鳥取出身の吉村秀蔵に出会う。明治12年（1879年）に吉村の招きで、加藤は鳥取を訪れる。そこで、40日間にわたる鳥取最初の伝道活動を行う。
その後、吉村秀蔵が、金森通倫、綱島佳吉、元良勇次郎、上代知新、J・H・デフォレスト、O.ケリー、E.タルカット、ジョージ・ローランドなどアメリカン・ボードの宣教師が伝道を助け、明治13年（1880年）の教会の設立に関わっている。
明治15年（1882年）には、元魚町一丁目の綱島佳吉、岡垣春六、堀利蔵らが友愛会という求道者の集まりを結成した。
明治16年（1883年）、若桜町の借家で説教所を開講する。この集団は明治19年（1886年）、鹿野街道の粧屋又兵衛の家で集会を持つようになった。この5か月後に、日本基伝道会社から上代知新が招聘され、初代牧師になった。教会は元魚町の石井邸に移転した。
タルカット宣教師は鳥取に長期滞在し、1887年には教会をバックに鳥取英和女学校が設立された。しかし、財政難により15年で閉校する。
明治21年（1888年）に、アメリカン・ボードのジョージ・ローランド宣教師が鳥取に赴任する。
明治22年（1889年）3月24日、ローランド宣教師のもと、友愛会、青年会、英和女学校の生徒にリバイバルが起り、120人が洗礼を受け、300人収容の教会堂が一杯になった。
これらの教会活動の中で、内田正、尾崎信太郎、西尾幸太郎、森脇竹蔵などの人材を生んでいる。1916年にアメリカン・ボードの婦人宣教師エステラ・コーが赴任すると、教勢が拡大する。コーを中心に、熊本バンドにあやかって鳥取バンドと呼ばれる集団が形成された。
昭和18年（1943年）に鳥取大地震で被災するが、教会のメンバーが復興に大きく貢献した。
近年では、自由民主党総裁・石破茂首相の所属教会として知られる。

## 出身者
- 岡野貞一 (作曲家)
- 糸賀一雄 (社会福祉事業家)
- 石破茂 (衆議院議員、第102・103代内閣総理大臣、第28代自由民主党総裁)
- 近藤十郎 - (同志社女子大学、名誉教授)